# Bocchar nuwarana
Bocchar nuwarana är en insektsart som beskrevs av William Lucas Distant. Bocchar nuwarana ingår i släktet Bocchar och familjen hornstritar. Inga underarter finns listade i Catalogue of Life.